# Diplycosia morobeensis
Diplycosia morobeensis är en ljungväxtart som beskrevs av Herman Otto Sleumer. Diplycosia morobeensis ingår i släktet Diplycosia och familjen ljungväxter. Utöver nominatformen finns också underarten D. m. ovatifolia.